# Света Параскева (Халово)
„Света Параскева“ или „Света Петка“ (на сръбски: Храм Преподобне Параскеве) е православна църква в зайчарското село Халово, североизточната част на Сърбия. Част е от Тимошката епархия на Сръбската православна църква.

## История
Храмът е издигнат със средства на селяните в 1906 година, когато Халово е в Княжество България и е част от Видинската епархия на Българската екзархия. В архитектурно отношение е еднокорабна зидана сграда с двускатен покрив, покрит с керемиди. Дължината ѝ е 13,5 m, а ширината е 6,5 m. Църквата има външен притвор от западната страна.
Иконостасът е изграден в 1906 година. В 1907 година църквата е изписана от дебърския майстор Мелетий Божинов.
- Икони от църквата, дело на Мелетий Божинов, 1907 година
- „Архангел Гавриил“
- „Света Параскева“
- „Света Богородица“
- „Свети Йоан Предтеча“